# 주편
민장왕 주편(중국어: 岷莊王 朱楩, 1379년 4월 9일 - 1450년 5월 10일)은 명 태조 주원장의 18남이다. 생모는 주비이다. 중화인민공화국 전 총리 주룽지의 직계 선조이다.

## 생애
명 태조 홍무 24년 (1391년)에 민주에 봉해졌고, 28년 (1395년)에 운남부로 봉해졌다. 명 혜종 건문 원년 (1399년), 서인으로 폐위되어, 장주부로 유배되었다. 명 태종 영락 원년 (1403년), 민왕(岷王)으로 복봉되었다. 명 인종 홍희 원년 (1425년), 무강주에 개봉되었다. 경태 원년 (1450년)에 사망하였다.

## 가계

### 처
- 민왕비 원씨 : 도독 원홍의 딸. 홍무 28년 (1395년) 민왕비에 책록. 영락 5년 (1407년) 사망.

### 첩
- 부인 조씨
- 소씨

### 자녀
- 적장자 : 민세자 (岷世子) 주휘야 - 민왕비 원씨 소생
- 적차남 : 민공왕 (岷恭王) 주휘유 - 민왕비 원씨 소생
- 서3남 : 강천공혜왕 (江川恭惠王) 주휘미 - 부인 조씨 소생
- 서4남 : 광통왕 (廣通王) 주휘잡
- 서5남 : 양종왕 (陽宗王) 주휘석 - 소씨 소생

## 후예
- 주룽지 : 중화인민공화국 전 총리. 주편의 17세손

## 참고 문헌
- 《명사(明史)》